# 1986 WE
1986 WE är en asteroid i huvudbältet som upptäcktes den 22 november 1986 av de båda japanska astronomerna Takeshi Urata och Kenzo Suzuki i Toyota.
Asteroiden har en diameter på ungefär 5 kilometer.